# ديميتريو غونزاليس
ديميتريو غونزاليس (بالإسبانية: Demetrio González)‏ هو مغني وممثل إسباني ومكسيكي، ولد في 7 أكتوبر 1927 في منطقة أستورياس في إسبانيا، وتوفي في 25 يناير 2015 في Tepoztlán ‏ في المكسيك.

## وصلات خارجية
- ديميتريو غونزاليس على موقع IMDb (الإنجليزية)
- ديميتريو غونزاليس على موقع ميوزك برينز (الإنجليزية)
- ديميتريو غونزاليس على موقع أول ميوزيك (الإنجليزية)
- ديميتريو غونزاليس على موقع ديسكوغز (الإنجليزية)
- ديميتريو غونزاليس على موقع قاعدة بيانات الفيلم (الإنجليزية)